# Lolita Rodriguez
Lolita Rodriguez, geb. Dolores Clark, (Urdaneta, 29 januari 1935 – Hemet, 28 november 2016) was een Filipijns actrice. Rodriguez speelde vanaf 1953 rollen in vele tientallen Filipijnse films, waaronder de hoofdrol in de klassieker Tinimbang ka Ngunit Kulang van regisseur Lino Brocka. Ze won FAMAS Awards voor beste actrice voor haar rollen in Gilda (1956) en Weighed But Found Wanting (1974).

## Biografie
Lolita Rodriguez werd geboren als Dolores Clark op 29 januari 1935 in Urdaneta in de Filipijnse provincie Pangasinan. Haar vader, William Charles clark was een Amerikaan en haar moeder Carmen Marquez een Filipijnse.
Haar filmcarrière begon in 1953 met haar eerste rol in de film Ating Pag-ibig van Sampaguita. Daarna speelde ze rollen in vele films van deze filmmaatschappij. Voor haar rol in Gilda (1956) won ze een FAMAS Award voor beste actrice. In 1968 won Rodriguez de onderscheiding voor beste actrice op het Metro Manila Film Festival. In de jaren 70 speelde Rodriguez de hoofdrol in diverse films van van regisseur Lino Brocka. Zo speelde ze in 1970 samen met onder meer Eddie Garcia in Tubog sa ginto (Dipped in Gold). Een jaar later speelde ze met Hilda Koronel en opnieuw Eddie Garcia in Stardoom. In 1974 speelde ze de rol van Kuala in de klassieker Tinimbang Ka Ngunit Kulang (Weighed But Found Wanting) van Brocka. Voor haar rol in deze film won Rodriduez haar tweede FAMAS Award voor beste actrice. In 1979 speelde ze samen met de Filipijnse filmster Nora Aunor in een andere film van Brocka, Ina Ka ng Anak Mo, waarvoor zij en Aunor de onderscheiding voor beste actrice van het Metro Manila Film Festival deelden. 
Nadien acteerde ze bijna niet meer. In 1985 speelde ze nog in de film Paradise Inn van regisseur Celso Ad. Castillo en in 1992 speelde Rodriguez haar laatst rol in de film Lucia van Mel Chionglo, die daarmee de prijs voor beste film won op het London International Environmental Film Festival. 
Rodriquez overleed in 2016 op 81-jarige leeftijd in Hemet in de Amerikaanse staat Californië nadat ze eerder dat jaar al een beroerte kreeg. Ze was getrouwd met acteur Eddie Arenas met wie ze drie kinderen kreeg. Zangeres Radha Cuadrado is een kleindochter van Rodriguez.